# Georges Caillette
Pour les articles homonymes, voir Caillette.
Georges Caillette (3 septembre 1906 à Châlons-sur-Marne - 2 avril 1985 à Anglet) était un ingénieur aéronautique français.

## Biographie
Après des études au Centre d'apprentissage des Chemins de fer de l'Est, Georges Caillette devient agent technique dans ce réseau mais se reconvertit rapidement à l'étude de nombreuses techniques de pointes (radiologie, cinéma, appareils scientifiques, etc.).
Après son service militaire au cours duquel il obtient le brevet de maîtrise Radio (1926-1927) il entre au service des Aéroplanes Morane-Saulnier à Puteaux et devient responsable des services Études de fabrication et Outillages puis est chargé de la production des avions au nombre desquels les célèbres MS 130, 230, 315, 341 et Morane-Saulnier MS.406 dont la fabrication est déjà répartie sur plusieurs usines.
En 1935 il obtient le diplôme d'ingénieur mécanicien du Conservatoire national des arts et métiers, avec une thèse sur l'effet gyroscopique dans les avions.
Il se marie à Paris en 1938 mais le couple n’a pas d'enfant.
Après la défaite de 1940 il s'occupe du transfert, mouvementé, des productions sur Ossun et y entreprend l'étude clandestine du MS 470 dont le prototype vole en 1945.
Nommé un peu plus tard directeur de ce centre des Usines Morane-Saulnier, il s'occupe activement de la production du MS 472, avion d'entrainement destiné à l'Armée de l'Air française.
En 1961 il devient ingénieur conseil de la SFERMA et, successivement, assure les fonctions de Directeur technique de la production de la SERIMA à Châteauroux puis Directeur de cet établissement, ce qui lui vaut de s'occuper des nombreux problèmes humains résultant du départ des américains de la Base OTAN en 1969.
Il prend sa retraite en 1971 à Anglet où il réside jusqu'à son décès à Bayonne le 2 avril 1985.
Homme complet, il se passionnait pour les arts et en particulier la musique.
Dans le domaine technique on lui doit de nombreuses inventions et créations, ainsi le brevet Statodyne et son prototype d'aéronef à atterrissage et décollage vertical le Ludion.
En matière de production il est à l'origine de la presse hydraulique de formage au caoutchouc Pinchart et Deny en service dans les ateliers de la SOCATA depuis 1956. Il avait également, en 1936, créé une fraiseuse à longerons de 6 m de long capable d'usiner 6 éléments à la fois.
Membre de la Chambre de commerce, il a participé à la création de l'aéroport de TOL.
Soucieux d'œuvres sociales, il fut un des maîtres d'œuvre de la « cité ouvrière » de Juillan.
Sportif et pilote de tourisme, il participa personnellement aux destinées de l'Aéro-Club de Bigorre.
Voulant préserver le souvenir des nombreuses pages d'histoire qu'il avait vécues il avait fait don de nombreuses archives personnelles contribuant ainsi à la création de l'Association des amis du patrimoine historique Morane-Saulnier SOCATA.
Georges Caillette était chevalier de la Légion d'honneur à titre aéronautique.

## Distinctions
- Chevalier de la Légion d'honneur

## Photographies

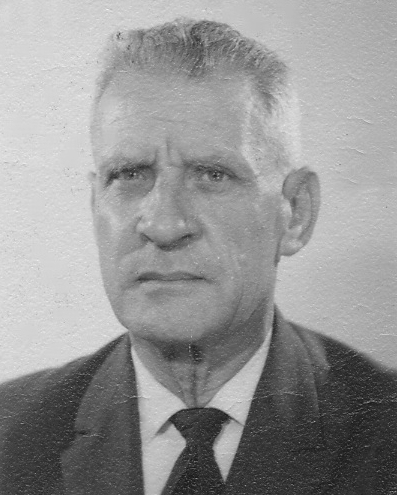
Georges Caillette vers 1965
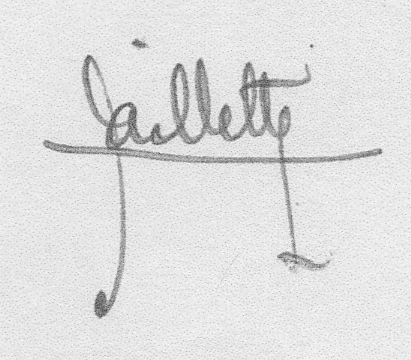
Signature de Georges CAILLETTE en 1940
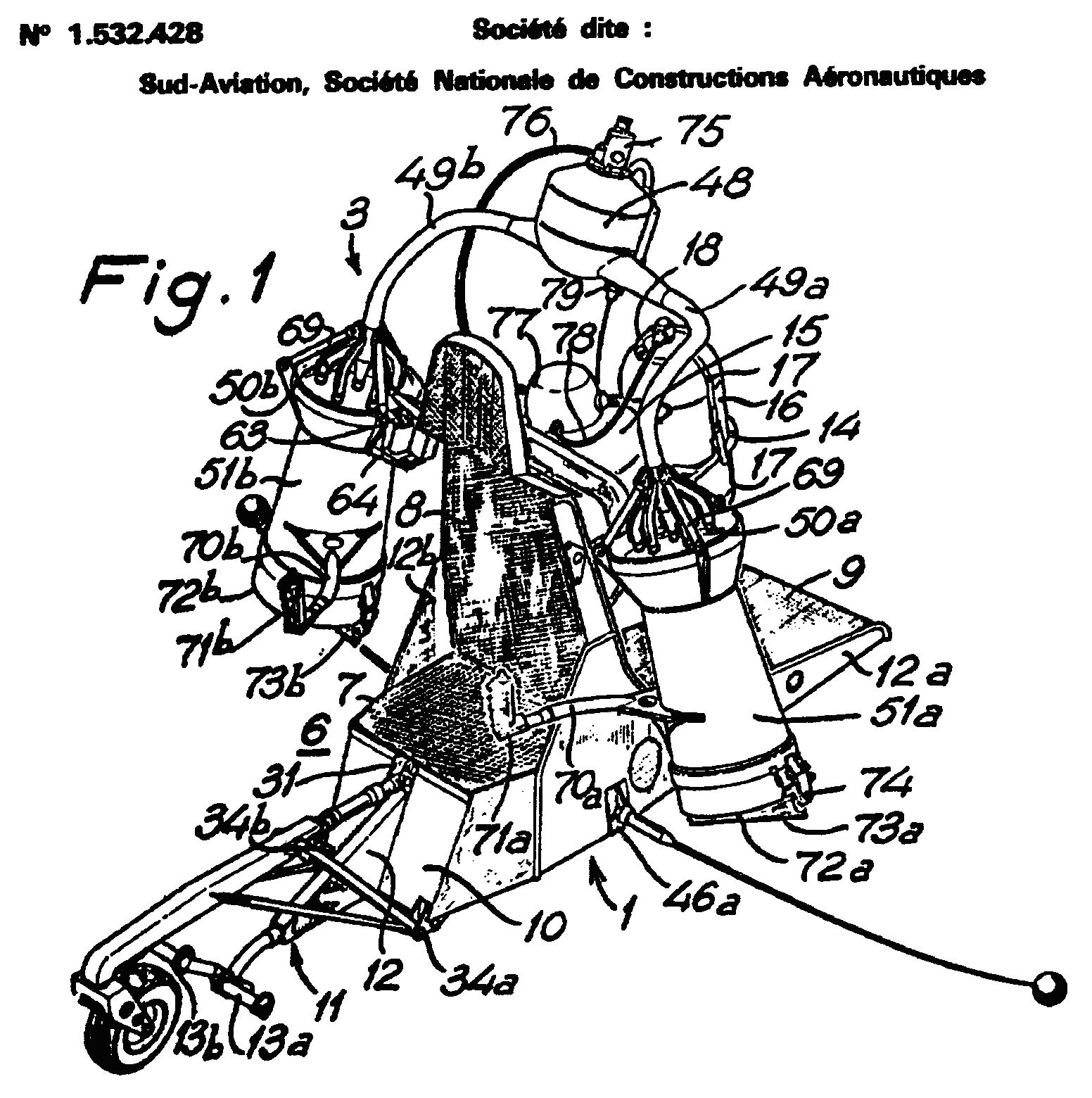
Figure extraite du brevet no 1.532.428 "Statodyne" du 23 mai 1967
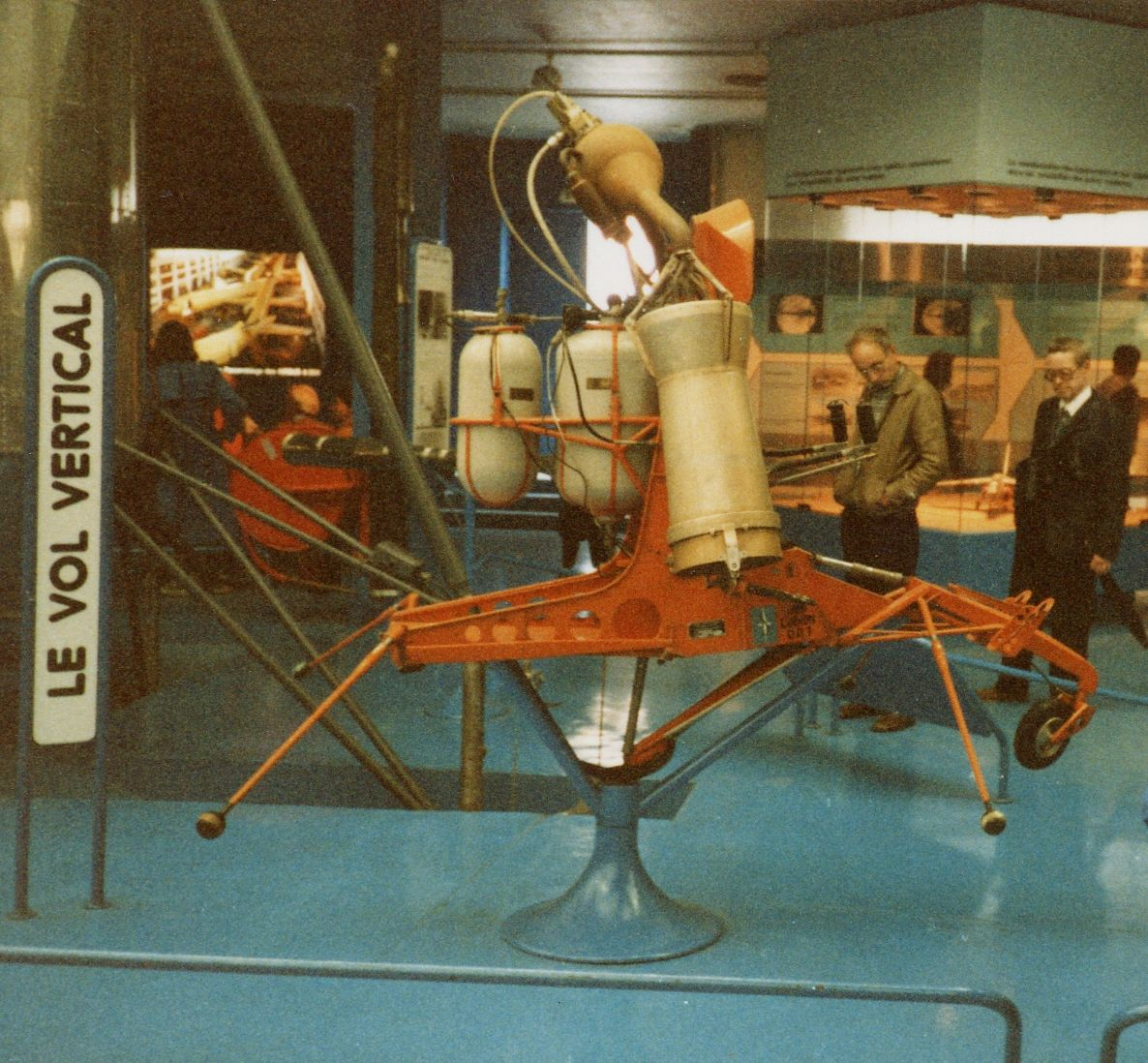
Photographie du Ludion au musée de l'aéronautique et de l'espace du Bourget le 14/06/1987
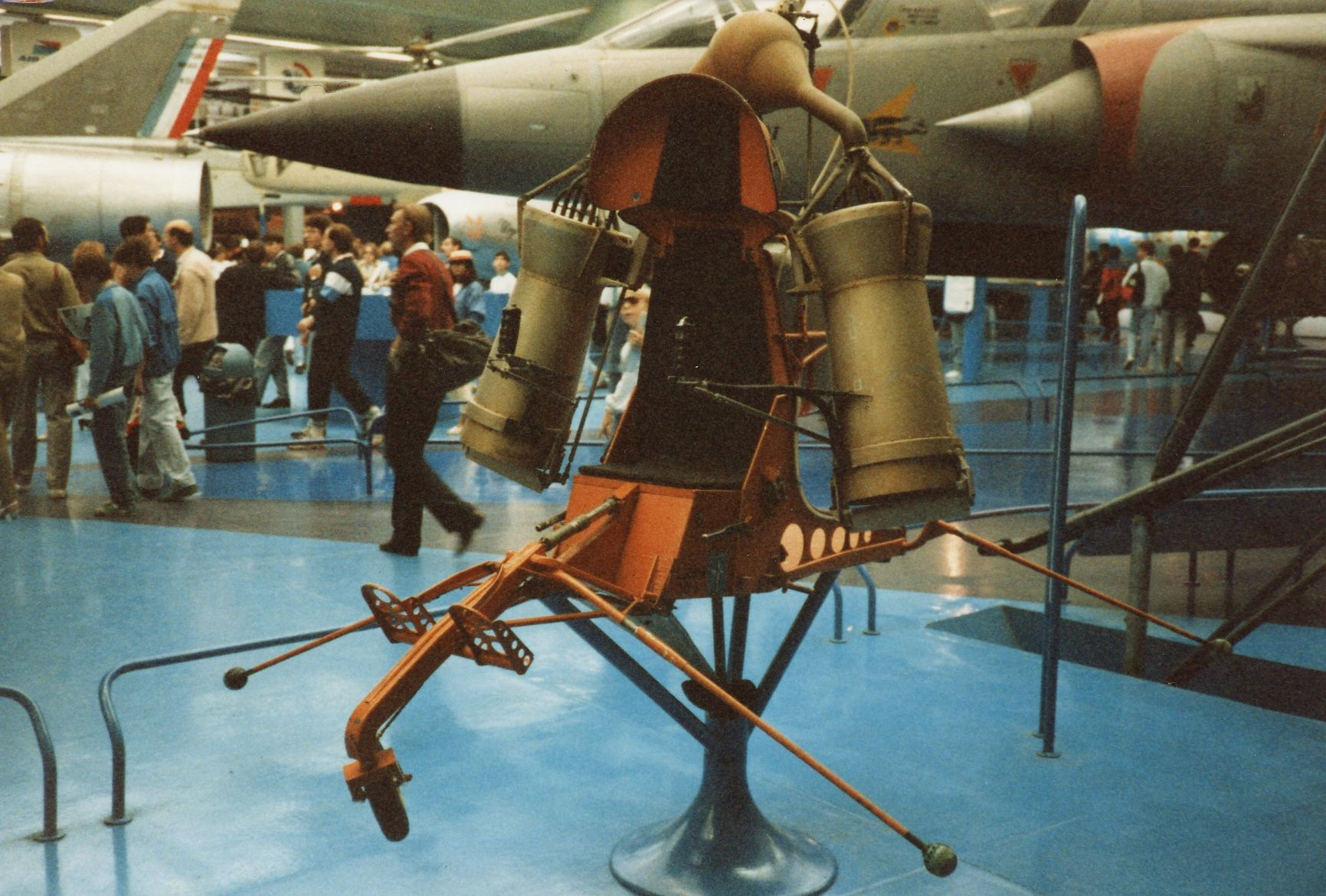
Photographie du Ludion au musée de l'aéronautique et de l'espace du Bourget le 14/06/1987

### Source
- Revue Échos de la SOCATA, no 26 d'avril/mai 1985